# Aphonopelma marxi
Aphonopelma marxi là một loài nhện trong họ Theraphosidae.
Loài này thuộc chi Aphonopelma. Aphonopelma marxi được Eugène Simon miêu tả năm 1891.